# 2019–2020-as Európa-liga (selejtezők, bajnoki ág)
A 2019–2020-as Európa-liga selejtezőit öt fordulóban bonyolították le 2019. június 27. és augusztus 29. között. A bajnoki ágon azok a bajnokcsapatok vettek részt, amelyek kiestek az UEFA-bajnokok ligája selejtezőjének bajnoki ágáról. Összesen 35 csapat vett részt a bajnoki ágon, melyből 8 csapat jutott be a 48 csapatos csoportkörbe.

## Lebonyolítás
A bajnoki ág a következő fordulókat tartalmazta:
- 2. selejtezőkör (19 csapat): 19 csapat lépett be a körben (3 csapat a BL előselejtezőjéből, 16 csapat a BL 1. selejtezőköréből)
- 3. selejtezőkör (20 csapat): 10 csapat lépett be a körben (a BL 2. selejtezőkörének vesztesei), és 10 győztes a 2. selejtezőkörből.
- Rájátszás (16 csapat): : 6 csapat lépett be a körben (a BL 3. selejtezőkörének vesztesei), és 10 győztes a 3. selejtezőkörből.

A rájátszás 8 győztes csapata továbbjutott a csoportkörbe.
A mérkőzéseket oda-visszavágós rendszerben játszották. Mindkét csapat játszott egyszer pályaválasztóként. A két találkozó végén az összesítésben jobbnak bizonyuló csapat jutott tovább a következő körbe. Ha az összesítésnél az eredmény döntetlen volt, akkor az idegenben több gólt szerző csapat jutott tovább. Amennyiben az idegenben lőtt gólok száma is azonos volt, akkor 30 perces hosszabbítást játszottak a visszavágó rendes játékidejének lejárta után. Ha a 2x15 perces hosszabbításban gólt/gólokat szerzett mindkét együttes, és az összesített állás egyenlő volt, akkor a vendég csapat jutott tovább idegenben szerzett góllal/gólokkal. Gólnélküli hosszabbítás esetén büntetőpárbajra került sor.
A sorsolásoknál az UEFA-együtthatók alapján a csapatokat kiemelt és nem kiemelt csapatokra osztották. A kiemelt csapat egy nem kiemelt csapatot kapott ellenfélül. Ha a sorsoláskor a csapat kiléte nem ismert, akkor az adott párosításban a magasabb együtthatót vették alapul. A sorsolások előtt az UEFA csoportokat alakított ki, amelyeknek a lebonyolítás szempontjából nincs jelentősége. Azonos nemzetű együttesek, illetve politikai okok miatt, az UEFA által eldöntött esetekben nem voltak sorsolhatók egymással.

## Fordulók és időpontok
A selejtezők sorsolásait és mérkőzéseit az alábbi napokon rendezték. Valamennyi sorsolást Nyonban, Svájcban tartották.
| Forduló    | Sorsolás dátuma    | 1. mérkőzés         | 2. mérkőzés         |
| ---------- | ------------------ | ------------------- | ------------------- |
| 2. forduló | 2019. június 19.   | 2019. július 25.    | 2019. augusztus 1.  |
| 3. forduló | 2019. július 22.   | 2019. augusztus 8.  | 2019. augusztus 15. |
| Rájátszás  | 2019. augusztus 5. | 2019. augusztus 22. | 2019. augusztus 29. |

## 2. selejtezőkör
A 2. selejtezőkör sorsolását 2019. június 19-én, 12:20-tól tartották.

### 2. selejtezőkör, kiemelés
A 2. selejtezőkörben 18 csapat vett részt.
- Kiemelt csapatok: 15 csapat az UEFA-bajnokok ligája 1. selejtezőkörének veszteseként. 1 csapat játék nélküli kiemelést kapott és automatikusan a 3. selejtezőkörbe került, amelyet az 1. selejtezőkörének sorolása utána, egy külön sorsolással határoztak meg.
- Nem kiemelt csapatok: 3 csapat az UEFA-bajnokok ligája előselejtezőkörének kiesői

A csapatokat három csoportra osztották, amelyben öt csapat kiemelt és egy csapat nem kiemelt volt. Szerbia és Koszovó, valamint Bosznia-Hercegovina és Koszovó csapatai nem kerülhettek egy párosításba.
| Kiemelt csapat a 3. selejtezőkörbe (sorsolással) | 1. csoport                                                                           | 1. csoport  | 2. csoport                                                                    | 2. csoport         | 3. csoport                                                          | 3. csoport        |
| Kiemelt csapat a 3. selejtezőkörbe (sorsolással) | Kiemelt                                                                              | Nem kiemelt | Kiemelt                                                                       | Nem kiemelt        | Kiemelt                                                             | Nem kiemelt       |
| ------------------------------------------------ | ------------------------------------------------------------------------------------ | ----------- | ----------------------------------------------------------------------------- | ------------------ | ------------------------------------------------------------------- | ----------------- |
| FK Sarajevo                                      | - Piast Gliwice - Partizani Tirana - Sūduva Marijampolė - Sheriff Tiraspol - Riga FC | - Tre Penne | - Ludogorec Razgrad - Valur - Feronikeli - Slovan Bratislava - Ararat-Armenia | - Lincoln Red Imps | - Asztana FK - Linfield - HB Tórshavn - F91 Dudelange - FK Skendija | - FC Santa Coloma |

### 2. selejtezőkör, párosítások
| 1. csapat         | Össz.      | 2. csapat          | 1. mérk. | 2. mérk. |
| ----------------- | ---------- | ------------------ | -------- | -------- |
| FK Sarajevo       | kiemelt    |                    |          |          |
| Tre Penne         | 0–10       | Sūduva Marijampolė | 0–5      | 0–5      |
| Piast Gliwice     | 4–4 (i.g.) | Riga FC            | 3–2      | 1–2      |
| Partizani Tirana  | 1–2        | Sheriff Tiraspol   | 0–1      | 1–1      |
| Ararat-Armenia    | 4–1        | Lincoln Red Imps   | 2–0      | 2–1      |
| Valur             | 1–5        | Ludogorec Razgrad  | 1–1      | 0–4      |
| Slovan Bratislava | 4–1        | Feronikeli         | 2–1      | 2–0      |
| FC Santa Coloma   | 1–4        | Asztana FK         | 0–0      | 1–4      |
| HB Tórshavn       | 2–3        | Linfield           | 2–2      | 0–1      |
| FK Skendija       | 2–3        | F91 Dudelange      | 1–2      | 1–1      |

### 2. selejtezőkör, mérkőzések
| 2019. július 23. 20:30 |

| Tre Penne | 0–5               | Sūduva Marijampolė                                                  |
| --------- | ----------------- | ------------------------------------------------------------------- |
|           | (0–2) Jegyzőkönyv | Matulevičius 10' Topčagić 20' Švrljuga 66' Tadić 81' Ricketts 90+1' |

| Olimpiai Stadion, Serravalle Játékvezető: Krzysztof Jakubik (lengyel) |

| 2019. július 30. 17:45 (18:45 EEST) |

| Sūduva Marijampolė                             | 5–0               | Tre Penne |
| ---------------------------------------------- | ----------------- | --------- |
| Tadić 14' Kerla 17' Topčagić 39' 55' Gotal 89' | (3–0) Jegyzőkönyv |           |

| Sūduva stadion, Marijampolė Játékvezető: Artyom Kuchin (kazak) |

| 2019. július 25. 20:00 |

| Piast Gliwice                | 3–2               | Riga FC                       |
| ---------------------------- | ----------------- | ----------------------------- |
| Czerwiński 66' Félix 82' 85' | (0–1) Jegyzőkönyv | Debelko 22' Korun 86' (öngól) |

| Stadion Piast, Gliwice Játékvezető: Manuel Schüttengruber (osztrák) |

| 2019. augusztus 1. 18:30 (19:30 EEST) |

| Riga FC                    | 2–1               | Piast Gliwice |
| -------------------------- | ----------------- | ------------- |
| Pētersons 26' Biliński 83' | (1–1) Jegyzőkönyv | Félix 20'     |

| Skonto stadion, Riga Játékvezető: Eitan Shemeulevitch (izraeli) |

| 2019. július 25. 17:30 |

| Partizani Tirana | 0–1               | Sheriff Tiraspol |
| ---------------- | ----------------- | ---------------- |
|                  | (0–1) Jegyzőkönyv | Tambe 23'        |

| Selman Stërmasi Stadium, Tirana Játékvezető: Kirill Levnikov (orosz) |

| 2019. augusztus 1. 19:00 (20:00 EEST) |

| Sheriff Tiraspol | 1–1               | Partizani Tirana |
| ---------------- | ----------------- | ---------------- |
| N'Diaye 63'      | (0–1) Jegyzőkönyv | Asani 29'        |

| Sheriff Stadion, Tiraspol Játékvezető: Igor Pajač (horvát) |

| 2019. július 23. 17:00 (19:00 AMT) |

| Ararat-Armenia           | 2–0               | Lincoln Red Imps |
| ------------------------ | ----------------- | ---------------- |
| Kobyalko 31' Kódjo 45+2' | (2–0) Jegyzőkönyv |                  |

| Yerevan Football Academy Stadium, Jereván Játékvezető: Trustin Farrugia Cann (máltai) |

| 2019. július 30. 17:45 |

| Lincoln Red Imps | 1–2               | Ararat-Armenia  |
| ---------------- | ----------------- | --------------- |
| Hernandez 74'    | (0–1) Jegyzőkönyv | Ogana 45+1' 58' |

| Victoria Stadion, Gibraltár Játékvezető: Alexandre Boucaut (belga) |

| 2019. július 25. 21:00 (19:00 WET) |

| Valur     | 1–1               | Ludogorec Razgrad |
| --------- | ----------------- | ----------------- |
| Petry 11' | (1–0) Jegyzőkönyv | Anicet 90+2'      |

| Hlíðarendi, Reykjavík Játékvezető: Georgios Kominis (görög) |

| 2019. augusztus 1. 19:30 (20:30 EEST) |

| Ludogorec Razgrad                              | 4–0               | Valur |
| ---------------------------------------------- | ----------------- | ----- |
| Hedlund 7' (öngól) Ikoko 24' Świerczok 82' 84' | (2–0) Jegyzőkönyv |       |

| Ludogorets Arena, Razgrad Játékvezető: Pavel Orel (cseh) |

| 2019. július 24. 18:00 |

| Slovan Bratislava             | 2–1               | Feronikeli  |
| ----------------------------- | ----------------- | ----------- |
| Nono 9' Šporar 61' (11-esből) | (1–0) Jegyzőkönyv | M. Hoti 67' |

| Tehelné pole, Pozsony Játékvezető: Ioannis Papadopoulos (görög) |

| 2019. július 30. 18:00 |

| Feronikeli | 0–2               | Slovan Bratislava       |
| ---------- | ----------------- | ----------------------- |
|            | (0–1) Jegyzőkönyv | De Marco 19' Holman 54' |

| Fadil Vokrri Stadium, Pristina Játékvezető: Yigal Frid (izraeli) |

| 2019. július 23. 20:00 |

| FC Santa Coloma | 0–0         | Asztana FK |
| --------------- | ----------- | ---------- |
|                 | Jegyzőkönyv |            |

| Estadi Comunal d’Andorra la Vella, Andorra la Vella Játékvezető: Robert Hennessy (ír) |

| 2019. augusztus 1. 16:00 (20:00 ALMT) |

| Asztana FK                                        | 4–1               | FC Santa Coloma |
| ------------------------------------------------- | ----------------- | --------------- |
| Sigurjónsson 24' (11-esből) Tomasov 73' 79' 90+4' | (1–1) Jegyzőkönyv | Pi 7'           |

| Asztana Aréna, Nur-Szultan Játékvezető: Giorgi Kruashvili (grúz) |

| 2019. július 23. 17:45 (18:45 WEST) |

| HB Tórshavn                             | 2–2               | Linfield                     |
| --------------------------------------- | ----------------- | ---------------------------- |
| Justinussen 37' (11-esből) Petersen 89' | (1–1) Jegyzőkönyv | Waterworth 2' 88' (11-esből) |

| Gundadalur, Tórshavn Játékvezető: Farkas Ádám (magyar) |

| 2019. augusztus 1. 20:45 (19:45 BST) |

| Linfield                  | 1–0               | HB Tórshavn |
| ------------------------- | ----------------- | ----------- |
| Waterworth 20' (11-esből) | (1–0) Jegyzőkönyv |             |

| Windsor Park, Belfast Játékvezető: Halil Umut Meler (török) |

| 2019. július 23. 17:55 |

| FK Skendija              | 1–2               | F91 Dudelange                      |
| ------------------------ | ----------------- | ---------------------------------- |
| A. Ibraimi 7' (11-esből) | (1–0) Jegyzőkönyv | Bettaieb 64' Sinani 68' (11-esből) |

| Toše Proeski Arena, Szkopje Játékvezető: Tore Hansen (norvég) |

| 2019. július 30. 17:55 |

| F91 Dudelange | 1–1               | FK Skendija      |
| ------------- | ----------------- | ---------------- |
| Delgado 78'   | (0–0) Jegyzőkönyv | A. Ibraimi 90+2' |

| Stade Josy Barthel, Luxembourg Játékvezető: Iwan Arwel Griffith (walesi) |

## 3. selejtezőkör
A 3. selejtezőkör sorsolását 2019. július 22-én, 12:25-től tartották.

### 3. selejtezőkör, kiemelés
A 3. selejtezőkörben 20 csapat vett részt.
- Kiemelt csapatok: 10 csapat az UEFA-bajnokok ligája 2. selejtezőkörének veszteseként.
- Nem kiemelt csapatok: 10 csapat az Európa-liga bajnoki ág, 2. selejtezőkörének továbbjutói.

A csapatokat két csoportra osztották, amelyben öt csapat kiemelt és öt csapat nem kiemelt volt.
| 1. csoport                                                                        | 1. csoport                                                                     | 2. csoport                                                     | 2. csoport                                                                        |
| Kiemelt                                                                           | Nem kiemelt                                                                    | Kiemelt                                                        | Nem kiemelt                                                                       |
| --------------------------------------------------------------------------------- | ------------------------------------------------------------------------------ | -------------------------------------------------------------- | --------------------------------------------------------------------------------- |
| - The New Saints - Szaburtalo Tbiliszi - Sutjeska Nikšić - HJK - Makkabi Tel-Aviv | - Ludogorec Razgrad - Sūduva Marijampolė - Ararat-Armenia - Riga FC - Linfield | - Nõmme Kalju - BATE Bariszav - Dundalk FC - AIK - Valletta FC | - Asztana FK - Sheriff Tiraspol - F91 Dudelange - Slovan Bratislava - FK Sarajevo |

### 3. selejtezőkör, párosítások
| 1. csapat         | Össz.      | 2. csapat           | 1. mérk. | 2. mérk. |
| ----------------- | ---------- | ------------------- | -------- | -------- |
| Sutjeska Nikšić   | 3–5        | Linfield            | 1–2      | 2–3      |
| Makkabi Tel-Aviv  | 2–4        | Sūduva Marijampolė  | 1–2      | 1–2      |
| Ararat-Armenia    | 3–2        | Szaburtalo Tbiliszi | 1–2      | 2–0      |
| Riga FC           | 3–3 (i.g.) | HJK                 | 1–1      | 2–2      |
| Ludogorec Razgrad | 9–0        | The New Saints      | 5–0      | 4–0      |
| FK Sarajevo       | 1–2        | BATE Bariszav       | 1–2      | 0–0      |
| F91 Dudelange     | 4–1        | Nõmme Kalju         | 3–1      | 1–0      |
| Asztana FK        | 9–1        | Valletta FC         | 5–1      | 4–0      |
| Sheriff Tiraspol  | 2–3        | AIK                 | 1–2      | 1–1      |
| Slovan Bratislava | 4–1        | Dundalk FC          | 1–0      | 3–1      |

### 3. selejtezőkör, mérkőzések
| 2019. augusztus 6. 20:15 |

| Sutjeska Nikšić | 1–2               | Linfield       |
| --------------- | ----------------- | -------------- |
| Kojašević 11'   | (1–1) Jegyzőkönyv | Millar 38' 65' |

| Podgorica City Stadium, Podgorica Játékvezető: Alan Mario Sant (máltai) |

| 2019. augusztus 13. 20:45 (19:45 BST) |

| Linfield                          | 3–2               | Sutjeska Nikšić |
| --------------------------------- | ----------------- | --------------- |
| Stafford 7' Lavery 18' Clarke 76' | (2–1) Jegyzőkönyv | Božović 15' 61' |

| Windsor Park, Belfast Játékvezető: Miroslav Zelinka (cseh) |

| 2019. augusztus 8. 19:30 (20:30 IDT) |

| Makkabi Tel-Aviv | 1–2               | Sūduva Marijampolė          |
| ---------------- | ----------------- | --------------------------- |
| Ofoedu 84'       | (0–1) Jegyzőkönyv | Kerla 37' E. Jankauskas 76' |

| Netánja Stadion, Netánja Játékvezető: Neil Doyle (ír) |

| 2019. augusztus 15. 19:00 (20:00 EEST) |

| Sūduva Marijampolė        | 2–1               | Makkabi Tel-Aviv |
| ------------------------- | ----------------- | ---------------- |
| Topčagić 12' Švrljuga 45' | (2–0) Jegyzőkönyv | Blackman 86'     |

| Sūduva stadion, Marijampolė Játékvezető: Tore Hansen (norvég) |

| 2019. augusztus 6. 17:00 (19:00 AMT) |

| Ararat-Armenia | 1–2               | Szaburtalo Tbiliszi        |
| -------------- | ----------------- | -------------------------- |
| Kobyalko 31'   | (1–0) Jegyzőkönyv | Altunashvili 72' Kenia 76' |

| Vazgen Sargsyan Republican Stadium, Jereván Játékvezető: Alain Bieri (svájci) |

| 2019. augusztus 14. 18:00 (20:00 GET) |

| Szaburtalo Tbiliszi | 0–2               | Ararat-Armenia                        |
| ------------------- | ----------------- | ------------------------------------- |
|                     | (0–1) Jegyzőkönyv | Kobyalko 10' Avetisyan 67' (11-esből) |

| Mikheil Meskhi Stadium, Tbiliszi Játékvezető: Mikola Balakin (ukrán) |

| 2019. augusztus 6. 18:00 (19:00 EEST) |

| Riga FC      | 1–1               | HJK         |
| ------------ | ----------------- | ----------- |
| Biliński 81' | (0–1) Jegyzőkönyv | Väyrynen 7' |

| Daugava Stadium, Riga Játékvezető: Kirill Levnikov (orosz) |

| 2019. augusztus 15. 18:00 (19:00 EEST) |

| HJK                            | 2–2               | Riga FC         |
| ------------------------------ | ----------------- | --------------- |
| Forsell 5' Debelko 69' (öngól) | (1–0) Jegyzőkönyv | Debelko 62' 80' |

| Telia 5G -areena, Helsinki Játékvezető: Mohammed Al-Hakim (svéd) |

| 2019. augusztus 8. 19:30 (20:30 EEST) |

| Ludogorec Razgrad                                                  | 5–0               | The New Saints |
| ------------------------------------------------------------------ | ----------------- | -------------- |
| Harrington 10' (öngól) Tchibota 28' Lukoki 43' Keșerü 65' Moți 76' | (3–0) Jegyzőkönyv |                |

| Ludogorets Arena, Razgrad Játékvezető: Marius Avram (román) |

| 2019. augusztus 15. 19:30 (18:30 BST) |

| The New Saints | 0–4               | Ludogorec Razgrad                        |
| -------------- | ----------------- | ---------------------------------------- |
|                | (0–2) Jegyzőkönyv | Świerczok 36' 77' Lukoki 42' Biton 90+2' |

| Racecourse Ground, Wrexham Játékvezető: Kristo Tohver (észt) |

| 2019. augusztus 8. 19:45 |

| FK Sarajevo | 1–2               | BATE Bariszav                  |
| ----------- | ----------------- | ------------------------------ |
| Handžić 79' | (0–1) Jegyzőkönyv | Baha 19' Moukam 71' (11-esből) |

| Bilino Polje Stadium, Zenica Játékvezető: Alexandre Boucaut (belga) |

| 2019. augusztus 15. 19:00 (20:00 FET) |

| BATE Bariszav | 0–0         | FK Sarajevo |
| ------------- | ----------- | ----------- |
|               | Jegyzőkönyv |             |

| Borisov Arena, Bariszav Játékvezető: Kevin Blom (holland) |

| 2019. augusztus 8. 20:00 |

| F91 Dudelange     | 3–1               | Nõmme Kalju |
| ----------------- | ----------------- | ----------- |
| Stolz 28' 30' 75' | (2–1) Jegyzőkönyv | Puri 41'    |

| Stade Josy Barthel, Luxembourg Játékvezető: Fábio Veríssimo (portugál) |

| 2019. augusztus 13. 18:00 (19:00 EEST) |

| Nõmme Kalju | 0–1               | F91 Dudelange |
| ----------- | ----------------- | ------------- |
|             | (0–0) Jegyzőkönyv | Sinani 56'    |

| A. Le Coq Arena, Tallinn Játékvezető: Szergej Lapocskin (orosz) |

| 2019. augusztus 8. 16:00 (20:00 ALMT) |

| Asztana FK                                               | 5–1               | Valletta FC    |
| -------------------------------------------------------- | ----------------- | -------------- |
| Sigurjónsson 8' 57' Logvinenko 15' Tomasov 35' Janga 80' | (3–0) Jegyzőkönyv | Fontanella 67' |

| Asztana Aréna, Nur-Szultan Játékvezető: Vladislav Bezborodov (orosz) |

| 2019. augusztus 15. 20:00 |

| Valletta FC | 0–4               | Asztana FK                         |
| ----------- | ----------------- | ---------------------------------- |
|             | (0–2) Jegyzőkönyv | Murtazayev 25' 68' Tomasov 37' 89' |

| Nemzeti Stadion, Ta’ Qali Játékvezető: Stephan Klossner (svájci) |

| 2019. augusztus 8. 19:00 (20:00 EEST) |

| Sheriff Tiraspol       | 1–2               | AIK                              |
| ---------------------- | ----------------- | -------------------------------- |
| Kendysh 56' (11-esből) | (0–2) Jegyzőkönyv | Lukić 12' (öngól) Sigþórsson 14' |

| Sheriff Stadion, Tiraspol Játékvezető: Kevin Clancy (skót) |

| 2019. augusztus 15. 19:00 |

| AIK        | 1–1               | Sheriff Tiraspol |
| ---------- | ----------------- | ---------------- |
| Bahoui 61' | (0–0) Jegyzőkönyv | Boban 86'        |

| Friends Arena, Solna Játékvezető: Roi Reinshreiber (izraeli) |

| 2019. augusztus 7. 20:15 |

| Slovan Bratislava | 1–0               | Dundalk FC |
| ----------------- | ----------------- | ---------- |
| Holman 86'        | (0–0) Jegyzőkönyv |            |

| Tehelné pole, Pozsony Játékvezető: Frank Schneider (francia) |

| 2019. augusztus 15. 21:00 (20:00 IST) |

| Dundalk FC | 1–3               | Slovan Bratislava                 |
| ---------- | ----------------- | --------------------------------- |
| Duffy 71'  | (0–2) Jegyzőkönyv | Ratão 12' Čavrić 33' Daniel 90+3' |

| Tallaght Stadium, Dublin Játékvezető: Robert Schörgenhofer (osztrák) |

## Rájátszás
A rájátszás sorsolását 2019. augusztus 5-én, 13:30-tól tartották.

### Rájátszás, kiemelés
A rájátszásban 16 csapat vett részt.
- Kiemelt csapatok: 6 csapat az UEFA-bajnokok ligája 3. selejtezőkörének veszteseként.
- Nem kiemelt csapatok: 10 csapat az Európa-liga bajnoki ág, 3. selejtezőkörének továbbjutói.

A csapatokat két csoportra osztották, amelyben három csapat kiemelt és öt csapat nem kiemelt volt.
| 1. csoport                            | 1. csoport                                                            | 2. csoport                    | 2. csoport                                                                      |
| Kiemelt                               | Nem kiemelt                                                           | Kiemelt                       | Nem kiemelt                                                                     |
| ------------------------------------- | --------------------------------------------------------------------- | ----------------------------- | ------------------------------------------------------------------------------- |
| - Celtic - FC København - Ferencváros | - Sūduva Marijampolė - AIK - Riga FC - F91 Dudelange - Ararat-Armenia | - PAÓK - Qarabağ - NK Maribor | - BATE Bariszav - Asztana FK - Ludogorec Razgrad - Slovan Bratislava - Linfield |

### Rájátszás, párosítások
| 1. csapat          | Össz.        | 2. csapat     | 1. mérk. | 2. mérk.   |
| ------------------ | ------------ | ------------- | -------- | ---------- |
| Sūduva Marijampolė | 2–4          | Ferencváros   | 0–0      | 2–4        |
| FC København       | 3–2          | Riga FC       | 3–1      | 0–1        |
| Celtic             | 6–1          | AIK           | 2–0      | 4–1        |
| Ararat-Armenia     | 3–3 (t. 4–5) | F91 Dudelange | 2–1      | 1–2 (h.u.) |
| Ludogorec Razgrad  | 2–2 (i.g.)   | NK Maribor    | 0–0      | 2–2        |
| Linfield           | 4–4 (i.g.)   | Qarabağ       | 3–2      | 1–2        |
| Slovan Bratislava  | 3–3 (i.g.)   | PAÓK          | 1–0      | 2–3        |
| Asztana FK         | 3–2          | BATE Bariszav | 3–0      | 0–2        |

### Rájátszás, mérkőzések
| 2019. augusztus 22. 19:00 (20:00 EEST) |

| Sūduva Marijampolė | 0–0         | Ferencváros |
| ------------------ | ----------- | ----------- |
|                    | Jegyzőkönyv |             |

| Sūduva stadion, Marijampolė Játékvezető: Manuel Schüttengruber (osztrák) |

| 2019. augusztus 29. 20:00 |

| Ferencváros                                                          | 4–2               | Sūduva Marijampolė         |
| -------------------------------------------------------------------- | ----------------- | -------------------------- |
| Varga 36' (11-esből) Boli 45+1' Nguen 66' Sihnevich 90+6' (11-esből) | (2–1) Jegyzőkönyv | Verbickas 11' Topčagić 64' |

| Groupama Aréna, Budapest Játékvezető: Marco Guida (olasz) |

| 2019. augusztus 22. 19:45 |

| FC København                                     | 3–1               | Riga FC    |
| ------------------------------------------------ | ----------------- | ---------- |
| Fischer 18' Sotiriou 62' (11-esből) Daramy 90+3' | (1–1) Jegyzőkönyv | Kamešs 41' |

| Parken Stadion, Koppenhága Játékvezető: Bas Nijhuis (holland) |

| 2019. augusztus 29. 18:45 (19:45 EEST) |

| Riga FC     | 1–0               | FC København |
| ----------- | ----------------- | ------------ |
| Brisola 75' | (0–0) Jegyzőkönyv |              |

| Daugava Stadium, Riga Játékvezető: Paweł Gil (lengyel) |

| 2019. augusztus 22. 20:45 (19:45 BST) |

| Celtic                  | 2–0               | AIK |
| ----------------------- | ----------------- | --- |
| Forrest 48' Édouard 73' | (0–0) Jegyzőkönyv |     |

| Celtic Park, Glasgow Játékvezető: Bognár Tamás (magyar) |

| 2019. augusztus 29. 19:00 |

| AIK                    | 1–4               | Celtic                                            |
| ---------------------- | ----------------- | ------------------------------------------------- |
| Larsson 33' (11-esből) | (1–2) Jegyzőkönyv | Forrest 17' Johnston 34' Jullien 87' Morgan 90+3' |

| Friends Arena, Solna Játékvezető: Nikola Dabanović (montenegrói) |

| 2019. augusztus 22. 17:00 (19:00 AMT) |

| Ararat-Armenia         | 2–1               | F91 Dudelange |
| ---------------------- | ----------------- | ------------- |
| Lima 22' Antonov 90+3' | (1–0) Jegyzőkönyv | Sinani 68'    |

| Vazgen Sargsyan Republican Stadium, Jereván Játékvezető: Harald Lechner (osztrák) |

| 2019. augusztus 29. 20:00 |

| F91 Dudelange                               | 2–1               | Ararat-Armenia                               |
| ------------------------------------------- | ----------------- | -------------------------------------------- |
| Sinani 48' (11-esből) 71'                   | (0–1) Jegyzőkönyv | Lima 24'                                     |
| Büntetőpárbaj                               |                   |                                              |
| Lavie Morren Bougrine Natami Sinani Schnell | 5–4               | Avetisyan Alphonse Lima Meneses Louis Pashov |

| Stade Josy Barthel, Luxembourg Játékvezető: Alekszandar Sztavrev (északmacedón) |

| 2019. augusztus 22. 19:30 (20:30 EEST) |

| Ludogorec Razgrad | 0–0         | NK Maribor |
| ----------------- | ----------- | ---------- |
|                   | Jegyzőkönyv |            |

| Ludogorets Arena, Razgrad Játékvezető: Jakob Kehlet (dán) |

| 2019. augusztus 29. 20:15 |

| NK Maribor             | 2–2               | Ludogorec Razgrad                    |
| ---------------------- | ----------------- | ------------------------------------ |
| Tavares 65' Vancaš 72' | (0–2) Jegyzőkönyv | Marcelinho 17' Keșerü 26' (11-esből) |

| Stadion Ljudski vrt, Maribor Játékvezető: Craig Pawson (angol) |

| 2019. augusztus 22. 20:45 (19:45 BST) |

| Linfield                      | 3–2               | Qarabağ                            |
| ----------------------------- | ----------------- | ---------------------------------- |
| Stafford 40' Lavery 45+1' 75' | (2–1) Jegyzőkönyv | Rherras 15' Gueye 90+3' (11-esből) |

| Windsor Park, Belfast Játékvezető: Sandro Schärer (svájci) |

| 2019. augusztus 29. 18:00 (20:00 AZT) |

| Qarabağ                    | 2–1               | Linfield     |
| -------------------------- | ----------------- | ------------ |
| Jaime Romero 6' Zoubir 88' | (1–0) Jegyzőkönyv | Lavery 90+3' |

| Tofik Bahramov Stadion, Baku Játékvezető: Szergej Ivanov (orosz) |

| 2019. augusztus 22. 21:00 |

| Slovan Bratislava | 1–0               | PAÓK |
| ----------------- | ----------------- | ---- |
| Abena 90+4'       | (0–0) Jegyzőkönyv |      |

| Tehelné pole, Pozsony Játékvezető: Ivan Bebek (horvát) |

| 2019. augusztus 29. 19:00 (20:00 EEST) |

| PAÓK                                     | 3–2               | Slovan Bratislava          |
| ---------------------------------------- | ----------------- | -------------------------- |
| Limnios 49' Świderski 50' Giannoulis 87' | (0–1) Jegyzőkönyv | Medveděv 38' Morlacchi 62' |

| Túmbasz Stadion, Szaloniki Játékvezető: Andreas Ekberg (svéd) |

| 2019. augusztus 22. 16:00 (20:00 ALMT) |

| Asztana FK                                             | 3–0               | BATE Bariszav |
| ------------------------------------------------------ | ----------------- | ------------- |
| Tomasov 23' Logvinenko 44' Sigurjónsson 52' (11-esből) | (2–0) Jegyzőkönyv |               |

| Asztana Aréna, Nur-Szultan Játékvezető: Serhiy Boyko (ukrán) |

| 2019. augusztus 29. 19:00 (20:00 FET) |

| BATE Bariszav             | 2–0               | Asztana FK |
| ------------------------- | ----------------- | ---------- |
| Skavysh 6' Yablonskiy 85' | (1–0) Jegyzőkönyv |            |

| Borisov Arena, Bariszav Játékvezető: Bobby Madden (skót) |